# Kanton Lyon-III
Kanton Lyon-III (francouzsky Canton de Lyon-III) je francouzský kanton v departementu Rhône v regionu Rhône-Alpes. Zahrnuje 4. městský obvod města Lyonu.